# إدسون رودريغيز
إدسون رودريغيز (بالإسبانية: Edson Rodríguez) هو لاعب كرة قدم فنزويلي في مركز الدفاع، ولد في 24 يوليو 1970 في كاراكاس في فنزويلا. شارك مع منتخب فنزويلا لكرة القدم. أما مع النوادي، فقد لعب مع C.S. Marítimo de La Guaira ‏.

## وصلات خارجية
- إدسون رودريغيز على موقع الاتحاد الدولي (مؤرشف)  (الإنجليزية)
- إدسون رودريغيز على موقع قاعدة بيانات كرة القدم.إي يو (الإنجليزية)
- إدسون رودريغيز على موقع ناشيونال فوتبول تيمز (الإنجليزية)